# Hugo (Minnesota)
Pour les articles homonymes, voir Hugo.
Hugo est une banlieue semi-rurale située à 34 kilomètres au nord du centre-ville de Saint-Paul dans le comté de Washington et dans l'État américain du Minnesota. 
La population était de 13 332 au recensement de 2010. La ville se trouve au nord de White Bear Lake, à la limite de la région métropolitaine. Hugo et les banlieues qui l'entourent se situent dans la partie nord-est de Minneapolis-St-Paul, la seizième plus grande région métropolitaine des États-Unis.
Le plus grand lac de la ville, le lac Oneka, tire son nom du mot Dakota « onakan », qui signifie « frapper ou faire tomber » du riz dans un canoë. Juste au sud se trouve le lac Rice où Mdewakanton, Dakota de Mendota, récoltait du riz sauvage. 

## Historique
Colonisée à l'origine par des Canadiens français, la ville de Hugo s'est établie très tôt comme station de ravitaillement pour le chemin de fer du lac Supérieur et du Mississippi, plus tard nommé le Northern Pacific Railway. Située dans le canton d'Oneka, la communauté a d'abord été nommée Centerville Station et finalement Hugo. Le nom actuel est en honneur de Trevanion William Hugo, un maire de Duluth. Le village a été incorporé en 1906 et a été officiellement nommé en tant que ville en 1972. Dans les années 2000, Hugo a connu une croissance importante et un développement suburbain conséquent devenant la ville prospère qu'elle est aujourd'hui. 

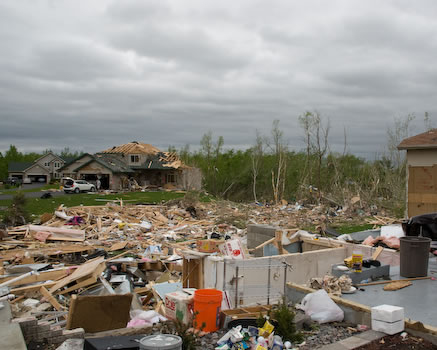
Dommages causés aux maisons par la tornade de force EF3 à Hugo, au Minnesota, le 25 mai 2008

Le 25 mai 2008, une tornade EF3 a frappe la ville.

## Géographie
Selon le United States Census Bureau, la ville a une superficie totale de 36,02 milles carrés (93,29 km2) dont 33,45 milles carrés (86,64 km2) est un terrain et 2,57 milles carrés (6,66 km2)  se compose d'eau.
La ville est délimitée par Elmcrest Avenue North à l'ouest, Keystone Avenue North à l'est, 180th Street North au nord et 120th Street North au sud. Une des principales routes de la ville est la US Highway 61, qui va du nord au sud. L'Interstate 35E n'est pas dans les limites de la ville, mais est fortement utilisée par les résidents d'Hugo. Il est situé juste à l'ouest d'Hugo. Washington County Road 8 / Anoka County Road 14 relie l'US 61 à l'Interstate 35E.

## Démographie

### Recensement de 2010
Lors du recensement de 2010, il y avait 13 332 personnes dans 4 990 ménages, dont 3 704 familles, dans la ville. La densité de population était de 398,6 habitants par mile carré (153,9 / km². Il y avait 5 189 unités de logement à une densité moyenne de 155,1 par mile carré (59,9 / km². La composition raciale de la ville était de 94,2 % de blancs, 0,7 % d'afro-américains, 0,3 % d'amérindiens, 3,1 % d'asiatiques, 0,6 % d'autres races et 1,0% de deux races ou plus. Les Hispaniques ou Latinos de toute race étaient de 2,2 %.
Sur les 4 990 ménages, 40,4 % avaient des enfants de moins de 18 ans vivant avec eux, 60,8 % étaient des couples mariés vivant ensemble, 9,2 % avaient une femme au foyer sans mari présent, 4,2 % avaient un homme au foyer sans femme et 25,8 % n'étaient pas des familles. 19,6% des ménages étaient constitués d'une seule personne et 3,8 % d'une personne âgée de 65 ans ou plus. La taille moyenne des ménages était de 2,67 et la taille moyenne de la famille était de 3,09. 
L'âge médian était de 33,7 ans. 27,9 % des résidents avaient moins de 18 ans; 6,3 % avaient entre 18 et 24 ans; 33,9 % avaient entre 25 et 44 ans; 24,2 % avaient entre 45 et 64 ans; et 7,8 % avaient 65 ans ou plus. La composition par sexe de la ville était de 49,2 % d'hommes et 50,8 % de femmes. 

### Recensement de 2000
Lors du recensement de 2000, la ville comptait 6 363 personnes réparties dans 2 125 ménages, dont 1 742 familles. La densité démographique était de 187,2 habitants par mile carré (72,3 / km²). Il y avait 2 174 unités de logement à une densité moyenne de 64,0 par mile carré (24,7 / km²). La composition raciale de la ville était de 97,76 % de blancs, 0,18 % d'afro-américains, 0,42 % d'amérindiens, 1,03 % d'asiatiques, 0,05 % d'îles du Pacifique, 0,20 % d'autres races et 0,53 % de deux races ou plus. Les hispaniques ou latinos de toute race étaient de 1,05 %.  
Sur les 2 125 ménages, 45,1 % avaient des enfants de moins de 18 ans vivant avec eux, 71,5 % étaient des couples mariés vivant ensemble, 6,7 % avaient une femme au foyer sans mari et 18,0 % n'étaient pas des familles. 12,7 % des ménages étaient constitués d'une seule personne et 2,6 % d'une personne âgée de 65 ans ou plus. La taille moyenne des ménages était de 2,99 et la taille moyenne de la famille était de 3,30. 
La répartition par âge était de 31,3 % chez les moins de 18 ans, 6,5 % de 18 à 24 ans, 34,6 % de 25 à 44 ans, 22,7 % de 45 à 64 ans et 4,9 % de 65 ans ou plus. L'âge médian était de 34 ans. Pour 100 femmes, il y avait 104,7 hommes. Pour 100 femmes âgées de 18 ans et plus, il y avait 105,6 hommes. 
Le revenu familial médian était de 63 450 $ et le revenu familial médian était de 65 222 $. Les hommes avaient un revenu médian de 44 069 $ contre 31 110 $ pour les femmes. Le revenu par habitant de la ville était de 24 334 $. Environ 1,4 % des familles et 1,5 % de la population vivaient sous le seuil de pauvreté, dont 0,9 % des moins de 18 ans et 6,1 % des 65 ans ou plus.